# Gabriela Duarte
Gabriela Duarte Franco Goldflus (sinh ngày 15 tháng 4 năm 1974) là một nữ diễn viên người Brazil. Cô cũng là con gái của nữ diễn viên Regina Duarte.

## Tiểu sử
Gabriela Duarte là con gái của nữ diễn viên Regina Duarte và doanh nhân Marcos Flávio Cunha Franco.

## Nghề nghiệp
Tác phẩm đầu tiên của Gabriela Duarte là bộ phim O Cangaceiro Trapalhão, từ năm 1983. Cô diễn xuất trong bộ phim O Vestido, đã giành giải thưởng Nữ diễn viên xuất sắc nhất tại Liên hoan phim điện ảnh Ibero-Americano de Huelva.
Gabriela Duarte ra mắt trên truyền hình vào năm 1989, miniseries Colônia Cecília. Sau một phần của Top Model, vở opera xà phòng đầu tiên của cô. Tham gia vào phiên bản làm lại của Irmãos Coragem, vào năm 1995, trong đó cô đóng vai nhân vật do mẹ của cô Regina Duarte thủ vai trong phiên bản đầu tiên. Một năm sau, Gabriela Duarte tham gia hai tập của loạt phim A Vida Como Ela É, dựa trên tác phẩm của Nelson Coleues.
Năm 1997, Gabriela Duarte đã có được tầm nhìn rộng rãi trong vở opera xà phòng por Amor, nơi cô đóng vai Maria Eduarda, một nhân vật đã gây ra tranh cãi. Nhiều người không thích cách giải thích của Gabriela Duarte, và thậm chí còn được tạo ra một trang web theo tinh thần "Tôi ghét Eduarda".
Trong miniseries Chiquinha Gonzaga năm 1999, Gabriela Duarte vào vai nhà soạn nhạc khi còn là một chàng trai trẻ và mẹ cô, Regina Duarte, đóng cùng một nhân vật khi trưởng thành. Sau một thời gian gián đoạn ngắn trong sự nghiệp, chỉ đầu tư vào các vở kịch và sê-ri xà phòng, năm 2005 trong América đóng vai Simone, một bác sĩ thú y tham gia với nhân vật chính của câu chuyện.
Năm 2007, Gabriela Duarte diễn xuất trong Sete Pecados, được công nhận  với nhân vật Miriam, một hiệu trưởng trường công đấu tranh chống lại định kiến chủng tộc và xã hội và tin tưởng vào sự cải thiện giáo dục công cộng.
Năm 2008, Gabriela Duarte xuất hiện trong chương trình Casos e Acasos (Globo). Năm sau, cô tham gia vào microarray Acampamento de Férias, Renato Aragão, được chiếu trên hệ thống truyền hình Rede Globo.